# Stomping Ground
Stomping Ground je v pořadí třetí studiové album americké ska punkové hudební skupiny Goldfinger. Vydáno bylo 28. března 2000.

## Seznam skladeb
Pokud není uvedeno jinak, je autorem skladby vždy John Feldmann.
| Pořadí         | Název                                                                 | Délka |
| -------------- | --------------------------------------------------------------------- | ----- |
| 1.             | I'm Down                                                              | 2:08  |
| 2.             | Pick a Fight                                                          | 3:25  |
| 3.             | Carry On (Feldmann, Charlie Paulson, Chris Johnson)                   | 3:21  |
| 4.             | The End of the Day                                                    | 3:03  |
| 5.             | Don't Say Goodbye                                                     | 2:31  |
| 6.             | Counting the Days                                                     | 3:29  |
| 7.             | Bro (Feldmann, Paulson)                                               | 2:55  |
| 8.             | San Simeon                                                            | 3:22  |
| 9.             | You Think It's a Joke (Feldmann, Tim Palmer)                          | 3:12  |
| 10.            | Forgiveness                                                           | 3:24  |
| 11.            | Margaret Ann                                                          | 2:34  |
| 12.            | Get Away (Feldmann, Paulson)                                          | 3:51  |
| 13.            | 99 Red Balloons (Uwe Fahrenkrog-Petersen, Carlo Karges, Kevin McAlea) | 4:11  |
| 14.            | Donut Dan                                                             | 0:42  |
| Celková délka: | Celková délka:                                                        | 42:09 |

| Japonské bonusové skladby | Japonské bonusové skladby            | Japonské bonusové skladby |
| Pořadí                    | Název                                | Délka                     |
| ------------------------- | ------------------------------------ | ------------------------- |
| 15.                       | The Kids Are Alright (The Who cover) |                           |
| 16.                       | Man In A Suitcase (The Police cover) |                           |
| 17.                       | Nite Klub (The Specials cover)       |                           |
| 18.                       | Rio (Duran Duran cover)              |                           |

## Osoby
- John Feldmann - zpěv, kytara
- Charlie Paulson - kytara
- Dangerous Darrin Pfeiffer - bicí, zpěv
- Kelly LeMieux - basová kytara, zpěv